# Lu (estat)
|  | Per a altres significats, vegeu «Lü (estat)». |

Lu — xinès tradicional: 魯國, xinès simplificat: 鲁国, pinyin: Lǔ— va ser un estat vassall ducal de la dinastia Zhou abans i durant el període de Primaveres i Tardors de la història xinesa. Fundat al segle X aC, els seus ducs usaren Ji com el seu nom familiar. El primer duc va ser Ji Boqin (xinès tradicional: 姬伯禽, xinès simplificat: 姬伯禽, pinyin: Jī Bóqín, nom personal, literalment, "Animal Antic", usant un terme genèric per animals i aus, de cognom concubina), fill de Ji Dan, el llavors Primer Ministre de Zhou. La capital de l'estat era en Qufu i el seu territori cobria principalment les regions del centre i el sud-oest del que ara és la província de Shandong. Limitava al nord amb el poderós estat de Qi i al sud amb el també poderós estat de Chu. Malgrat que una invasió de Qi va ser derrotada en la batalla de Changshao en 684 aC, l'estat hi era en decadència durant el Període de les Primaveres i Tardors. El poder polític de Lu es va dividir al temps entre els tres poderosos terratinents: Jisun, Mengsun i Shusun (tots ells eren descendents del Duc Huan de Lu) fins que el Duc Mu de Lu feu una reforma, mentre que la terra de Mengsun i Shusun va ser ocupada per Qi i la Casa de Jisun fundà el seu propi estat anomenat Bi(费). Lu fou annexionat en el 256 aC per l'estat de Chu.
Lu va ser l'estat natal de Confuci. Els Annals de les Primaveres i Tardors van ser escrits per registrar la història de Lu Altre gran treball d'història xinesa, Zuo Zhuan o Annals de Zuo va ser també escrit a Lu.

## Llista de governants

Lu, en el segle V abans de l'era comuna.

- Xiao 796-769 aEC;
- Hui 768-723;
- Yin 722-712;
- Huan 711-694;
- Zhuang 693-662;
- Min 661-660;
- Xi 659-627;
- Wen 626-609;
- Xuan 608-591;
- Duc Cheng de Lu 590-573;
- Xiang 572-542;
- Zhao 541-510;
- Ding 509-495;
- Ai 494-477;

i més fins al 256 aEC.

## Llista de cognoms

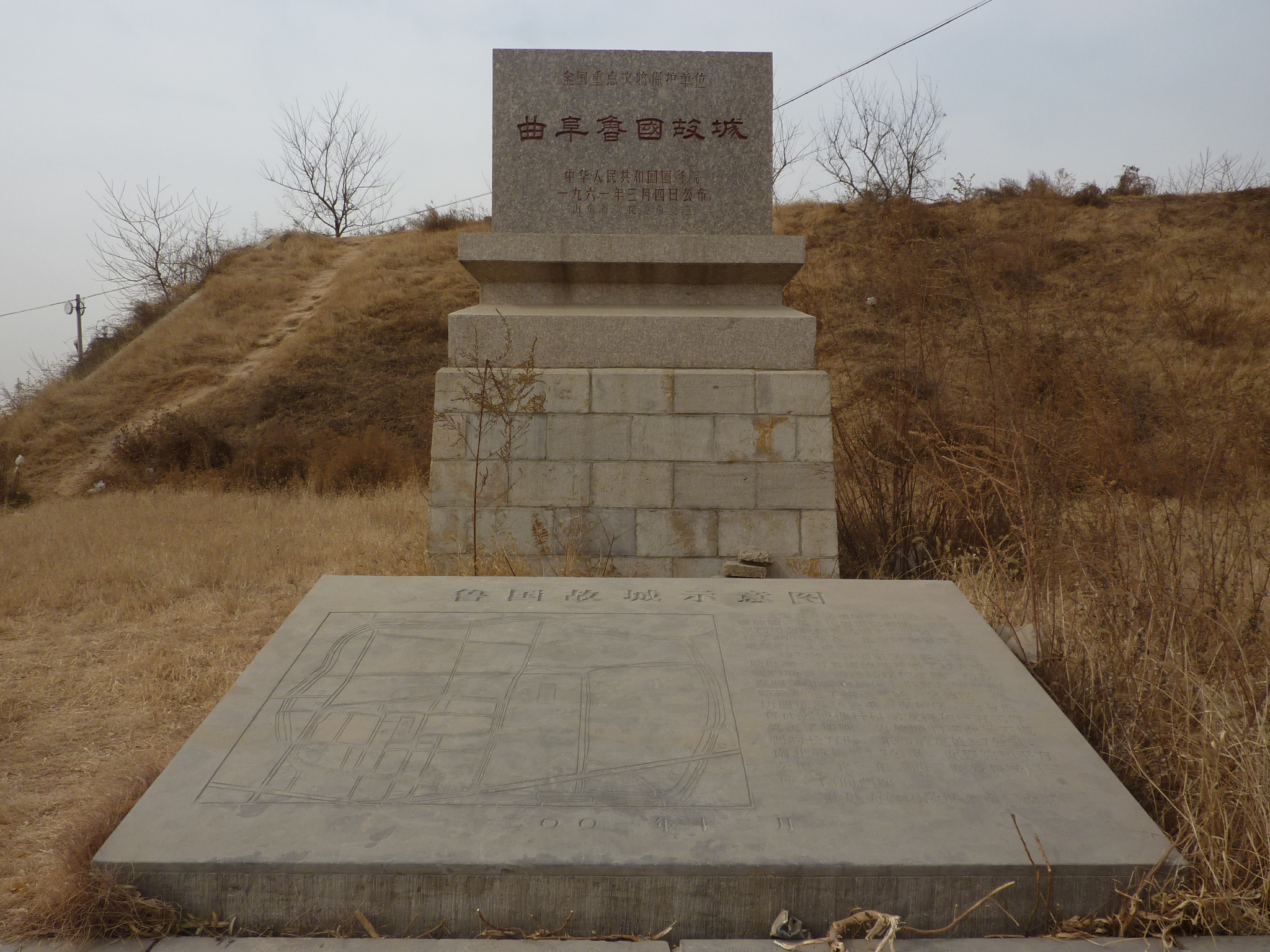
Un vestigi de la muralla de la ciutat capital de Lu, sobrevivint als afores de Qufu.

- Min (閔) de Zhuang Gong(莊公) 693-662
- Lu (魯, Ro, No)
- Liu (柳, Lao, Ryu, Yu) de Zhan Huo(展獲)
- Ji (姬, Kei, Ki, Hi), cognom comú de la Dinastia Zhou
- Qi (竒, Ji, Ki, Yi), del fill de Zhao Gong(昭公)
- Ji Sun (季孫)
- Shu Sun (叔孫)
- Meng Sun (孟孫), Meng (孟)
- Gong (公)
- Gong Shi (公石)
- Gong Yang (公羊)
- Dong Ye (东野)
- Dong Men (东门)
- Hou (郈)
- Nan Gong (南宮, Nam Gung) de Meng Xi Ji(孟僖子)
- Zhong(中), fill de Xiao Gong(孝公)